# Черевце комах

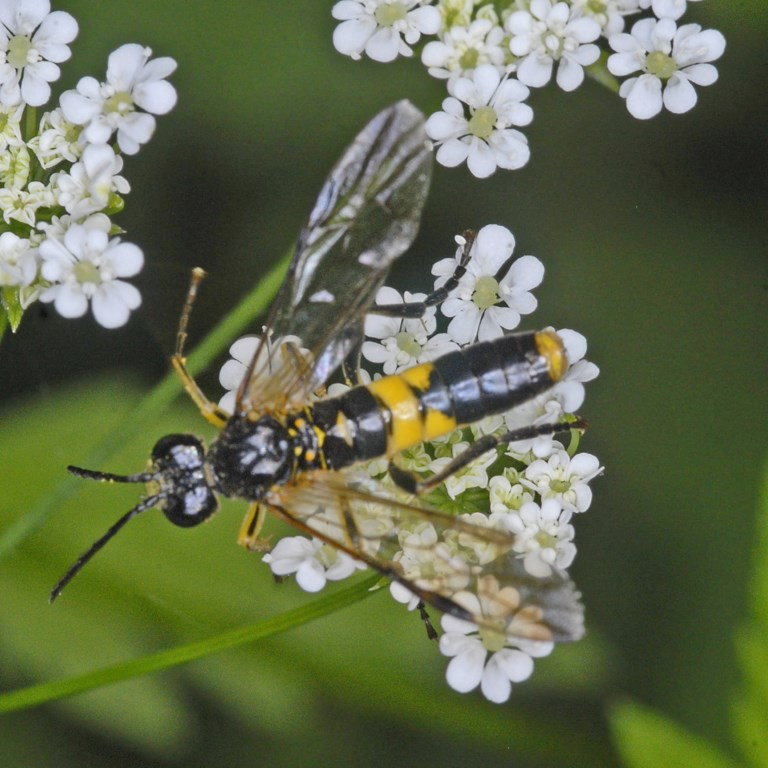
Пильщики мають типову для комах циліндричну форму черевця. На фото — пильщик Tenthredo temula, поширений в усій Палеарктиці

Черевце́ кома́х (абдомен) — задній відділ їх тіла. Зазвичай вважають, що ця тагма складається з 10–11 сегментів. Черевце позбавлене справжніх кінцівок, але несе придатки. Основна його функція — підтримання обміну речовин і розмноження. Черевце вміщує основну частину внутрішніх систем — травної, дихальної, кровоносної, видільної, статевої.

## Будова
В ході еволюції кінцеві членики черевця зменшувались, перетворювались на рудименти і взагалі зникали. Зменшувались і перші членики черевця. Збільшувались середні членики, створюючи достатнє за об'ємом сховище внутрішніх органів, та восьмий-дев'ятий членики, які несуть статеві придатки. Зародок деяких комах на вершині черевця має анальну лопать тельсон із анальним отвором (тарган прусак, вовчок).
У перетинчастокрилих з підряду стебельчасточеревні (мурашки, оси та інші) до складу грудей входить ще й перший членик черевця, що злився з задньогрудьми. Другий членик черевця звужений і утворюється стебельце («талію»). Це значно підвищує рухливість черевця, кінцеві членики якого трансформовані у жало. У багатьох комах останні членики черевця звужені і утворюють телескопічний яйцеклад (твердокрилі, двокрилі). У жуків черевні сегменти черевця склеротовані сильніше, ніж спинні: адже останні захищені надкрилами.

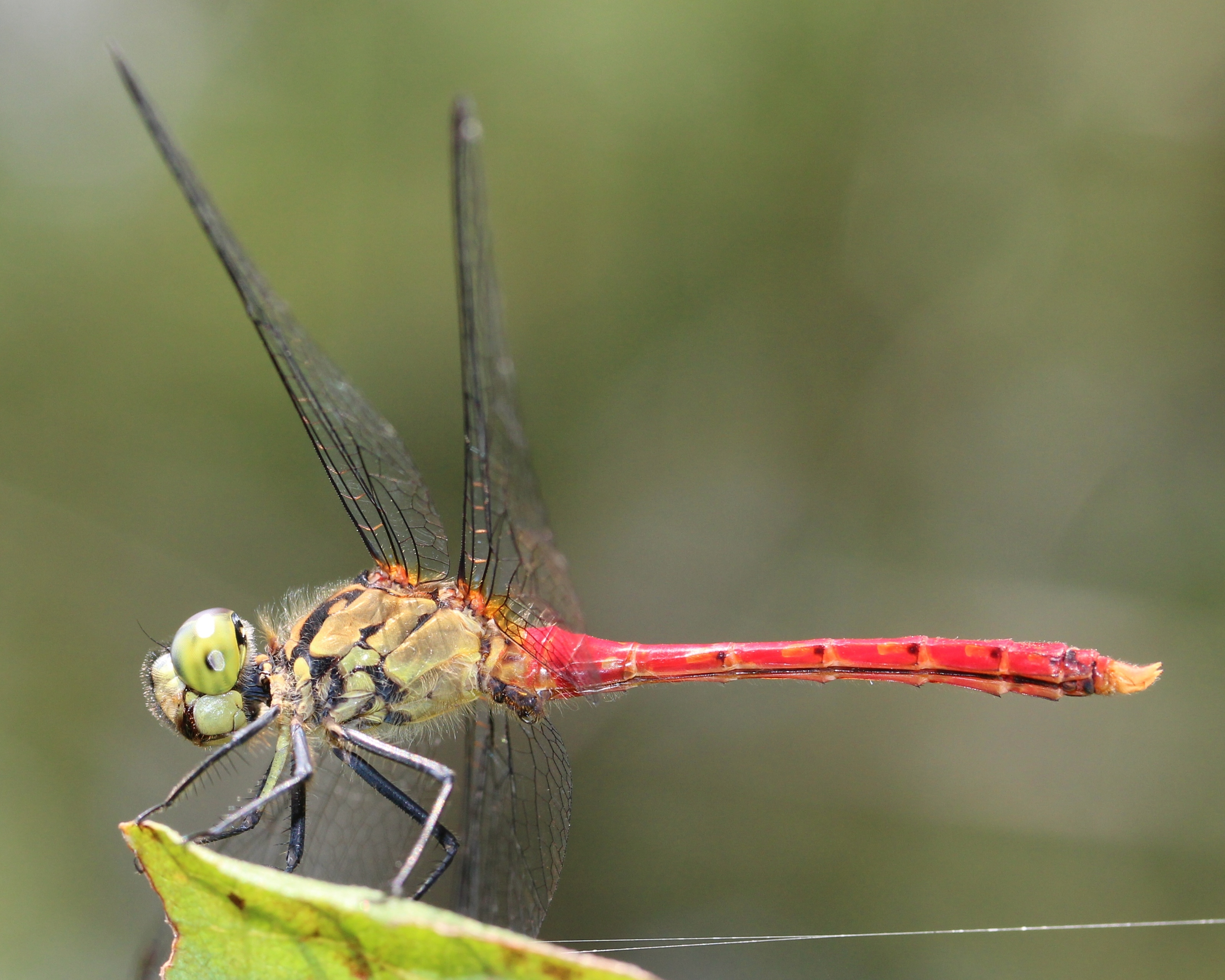
У бабок черевце дуже довге і вузьке

Кожен членик черевця складається з спинної (тергіт) і черевної (стерніт) платівок, з'єднаних з боків двома гнучкими мембранами. На мембранах є потовщені, темніші ділянки. Такими ж мембранами членики черевця з'єднані між собою. По боках кожного членика є дихальний отвір.
Крім внутрішніх органів, всередині черевця розташовані м'язи: поздовжні — черевні й спинні, а також спинно-черевні, поперекові і дихальні. Особливо велику кількість м'язів має черевце гусениць. Наприклад, гусениця метелика пахучої червиці нараховує 1646 черевних м'язів.
Завдяки здатності міжчленикових мембран до розтягування, черевце у деяких комах стає величезним. У маток термітів це дозволяє дозрівати величезній кількості яєць, окремі особини медових мурах зберігають у такому черевці солодкі запаси всієї родини.

## Придатки черевця

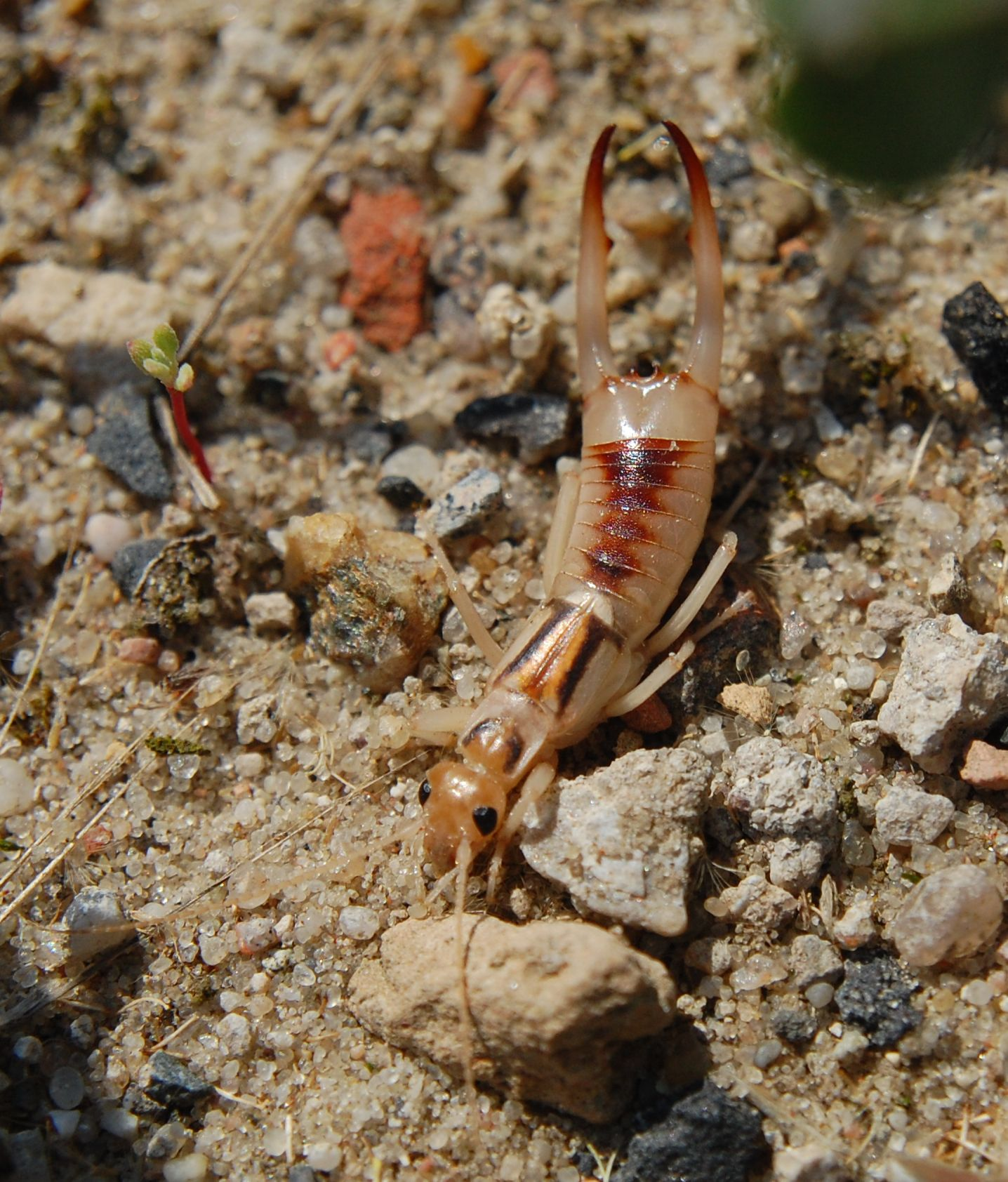
Вуховертка річкова - Labidura riparia. Церки на вершині черевця вуховерток втратили членистість і перетворилися на міцні зубчаті кліщі — орган захисту й полювання

Принаймні частина придатків черевця є видозміненими кінцівками черевних сегментів. Майже всі комахи мають статеві придатки, які є різними у самців і самиць. Вивчення статевих придатків має неабияке значення: адже близькі види часто-густо неможливо надійно розпізнати за іншими ознаками.
Крім того, чимало комах, що мають придатки не пов'язані із розмноженням. До останньої групи належать церки (грифельки) — довгі членисті нитки на вершині черевця. Для щетинкохвостих вони є, ймовірно, органами дотику і допомагають відштовхнутися при стрибанні, поденкам допомагають триматися у повітрі. Пару коротеньких церок мають також таргани, прямокрилі.
У личинок багатьох бабок, поденок, великокрильців, деяких сітчастокрилих і водяних жуків черевце несе пелюсткоподібні та ниткоподібні вирости. Це зябра, органи водного дихання. Серед мух-дзюрчалок є види, личинки яких мешкають у мулі дуже забруднених водойм і мають на вершині черевця досить довгу телескопічну трубку. Вони виставляють її з води для прямого дихання атмосферним повітрям.
Справжніх кінцівок на черевці немає, але у гусениць і личинок пильщиків є виступи тіла — несправжні ніжки (до п'яти або восьми пар). Від справжніх, грудних ніжок вони відрізняються тим, що вони м'які і не мають зовні хітинового скелету. Черевні ніжки оснащені численними кігтиками, гачечками і допомагають міцно триматися на субстраті (наприклад, на краю листка) і рухатись. Черевні вирости з безліччю гачків допомагають личинкам гірських комарів–блефароцерид рухатися по камінню гірських річок попри швидку течію.

## Галерея

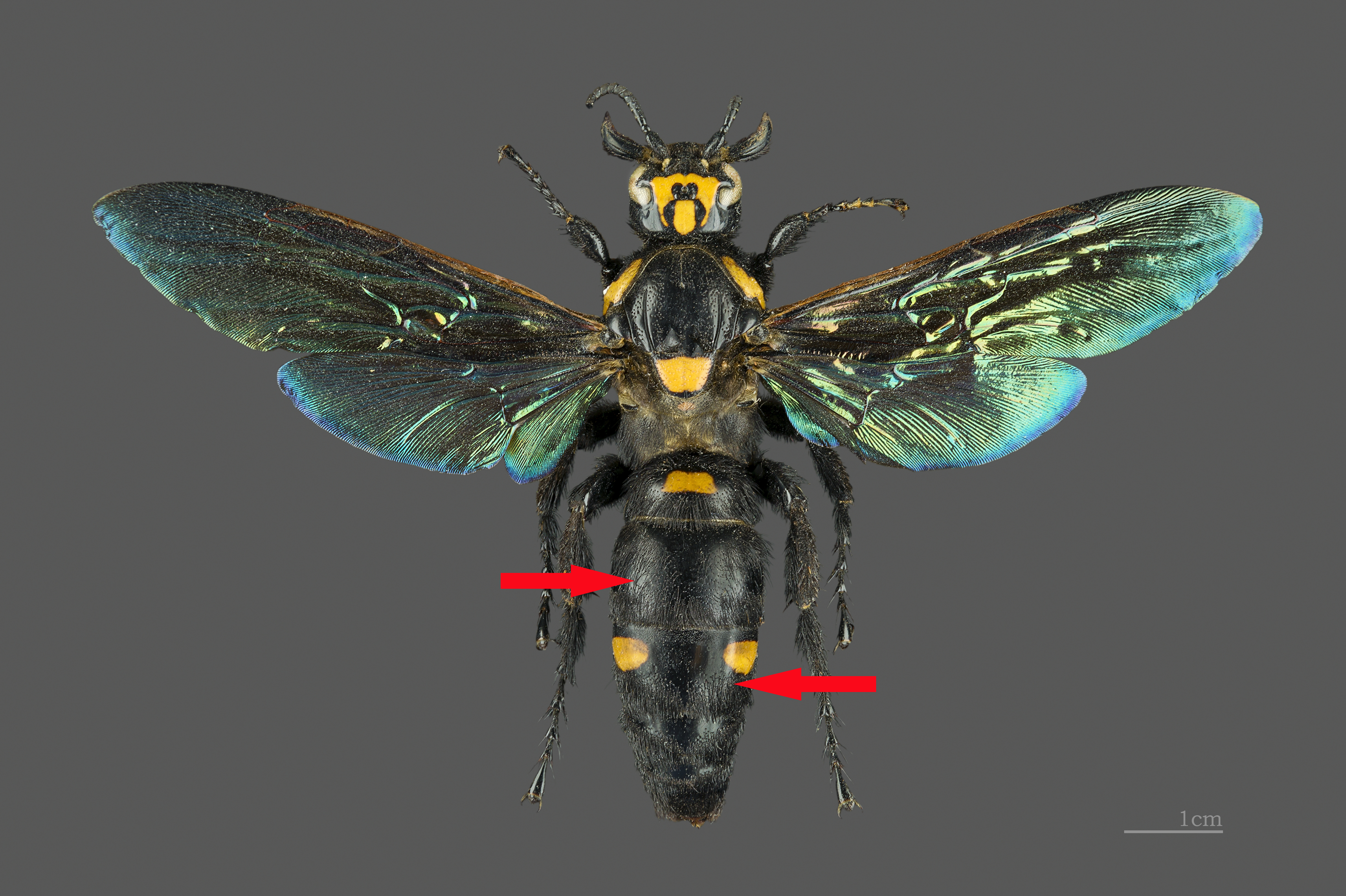
Індонезійська оса Megascolia procer. У ос сколій середні членики черевця набагато більші від інших